# Tập đoàn Hoàn Á
Tập đoàn Hoàn Á (tiếng Trung: 寰亞傳媒集團, tiếng Anh: Media Asia Entertainment Group hay Media Asia Group) là một công ty sản xuất phim nổi tiếng có trụ sở tại Cửu Long, Hồng Kông. Là một chi nhánh nhỏ thuộc tập đoàn Lệ Tân, tập đoàn Hoàn Á do doanh nhân Lâm Kiến Nhạc sáng lập vào tháng 10 năm 1993, và cho đến nay tập đoàn này được xem là một trong những công ty sản xuất phim lớn nhất không chỉ ở Hồng Kông nói riêng, mà còn ở Trung Quốc nói chung.
Tập đoàn Hoàn Á cho đến nay đã sản xuất và cho phát hành những bộ phim điện ảnh ăn khách và còn giành được nhiều giải thưởng điện ảnh Hồng Kông cao quý, một số bộ phim có thể kể đến như Thiên nhược hữu tình, Vô gián đạo, Khúc cua quyết định, Thiên hạ vô tặc, Đặc cảnh tân nhân loại,...